# Kyle XY
Kyle XY è una serie televisiva statunitense di genere fantascientifico, prodotta e trasmessa da ABC Family. La serie ha esordito il 26 giugno 2006 sul network americano con una prima stagione composta da 13 episodi. Il titolo fa riferimento alle misteriose origini del protagonista che non ha altro che il suo genere per identificarsi (la coppia di cromosomi XY nei mammiferi è caratteristica del sesso maschile). Solo in seguito, grazie a Nicole, il ragazzo acquisisce il nome di ‘Kyle’.
In Italia è stata trasmessa sul canale satellitare Fox dal 16 luglio 2007 e in chiaro da Italia 1 dal 23 marzo 2009.

## Trama

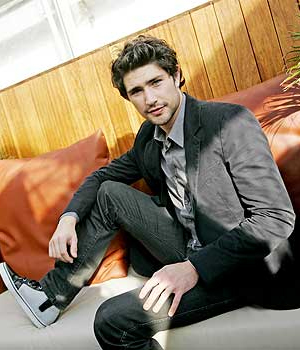
L'attore Matt Dallas interpreta Kyle

Kyle è un ragazzo che si sveglia nudo nei boschi alle porte di Seattle. Non sa chi è, dove si trova e non sa fare cose elementari come parlare, bere o mangiare. Ha però una particolarità fisica che lo rende unico: non ha l'ombelico.
Mentre vaga nudo per la città, la polizia lo prende in custodia. Non avendo trovato informazioni sul suo conto, la polizia lo porta in un istituto per ragazzi sbandati dove alcune persone si accorgono del suo strano comportamento e del fatto che non ha l'ombelico. Chi è in realtà Kyle? Nicole Trager, la psicologa dell'istituto per ragazzi sbandati, intuisce subito che nel ragazzo c'è qualcosa di straordinario. Nicole decide allora, seppur con qualche resistenza da parte dei figli Lori e Josh e del marito Stephen, di ospitarlo in casa sua per studiare da vicino i comportamenti del suo paziente.
Inizia così una convivenza difficile, a tratti tesa e nervosa; ogni giorno però Kyle scopre cose nuove, prima il linguaggio, poi la musica, la gelosia, l'amore ad un ritmo sorprendente e inizia a manifestare delle capacità sconcertanti, a cui nessuno sa dare una spiegazione: legge ad una velocità sovrumana, assimila in pochissimi istanti tutto ciò che legge, sembra essere in grado di fare con facilità qualsiasi cosa. Le domande sulla sua identità sono quindi destinate a moltiplicarsi: chi è veramente Kyle? Da dove arriva? E chi è quell'uomo misterioso che costantemente lo osserva a distanza?
Dal momento che mesi di ricerche sul conto di Kyle non portano nessun frutto, Nicole decide di chiederne l'adozione all'interno della sua famiglia. Proprio quando le cose in famiglia iniziano ad andare bene, Kyle si accorge del fatto che una misteriosa organizzazione, la Zzyzx, gli sta dando la caccia. Quasi contemporaneamente, una coppia, i Peterson, giunge dai Trager affermando che Kyle è loro figlio, che in realtà si chiama Noah e che non lo vedevano da cinque anni. Kyle non li riconosce, ma dopo aver accettato di andare con loro scopre che si tratta solamente di una recita: in realtà i due hanno il compito di portare Kyle da un certo Adam Baylin. Questi ha pressappoco lo stesso aspetto di Kyle; le differenze sono dovute al fatto che Baylin mostra circa il doppio degli anni del ragazzo. Grazie ad Adam, Kyle scopre le sue origini: la Zzyzx è un'associazione segreta che, sulla base di una serie di congetture elaborate da Einstein, cerca di tenere dei bambini per più tempo nell'utero allo scopo di renderli più intelligenti. Dopo molti fallimenti, il loro primo successo è stato un bambino innestato dentro una mamma-surrogato che nacque dopo tredici mesi di gravidanza, causando la morte della madre. Questo bambino è proprio Baylin, il quale ha anch'egli degli strani poteri, anche se in misura minore di Kyle.
Anni dopo Baylin, la Zzyzx riesce a trovare il modo di fare a meno di uteri biologici utilizzando delle capsule. Kyle è uno degli esperimenti successivi a Baylin, ed è stato tenuto in una di quelle capsule per anni, motivo per cui non ha l'ombelico. Baylin era a capo del progetto specifico che ha dato vita a Kyle e ha donato il suo DNA per generarlo: è questo il motivo della loro somiglianza. Tuttavia, dopo la nascita di Kyle, Baylin viene allontanato dal progetto perché i finanziatori della Zzyzx, una sorta di confraternita i cui membri si fanno chiamare "Latnok", avevano in mente di lasciare i bambini a svilupparsi il più possibile per scopi malvagi. L'unico ad essere rimasto fedele ad Adam, un tecnico di nome Foss, è rimasto da allora nella Zzyzx per controllare la situazione.
Poco tempo prima degli eventi iniziali narrati nel telefilm, Kyle sfugge al controllo della Zzyzx (i cui scienziati credevano che il ragazzo non avesse coscienza, nonostante il suo cervello risolvesse solo i problemi di matematica e non quelli sulle tattiche belliche) assorbendone tutti i dati presenti nei computer, e il capo dell'associazione (il Professor Kern) decide allora di ucciderlo; ma Foss riesce a portarlo via, e, dopo essersi assicurato che sopravvivesse, lo lascia da solo in un posto nascosto del bosco circostante il luogo di nascita di Kyle. 781227 (questo è il vero nome di Kyle) è ancora ritenuto un esperimento fallimentare, e deve essere soppresso in quanto conosce i segreti della Zzyzx.
Subito dopo aver salvato Kyle, Foss fa esplodere la sede della Zzyzx, facendo svegliare un altro progetto simile a Kyle, questa volta una donna: 781228. Questa fugge e inizia a girovagare.

## Episodi
| Stagione         | Episodi | Prima TV originale | Prima TV Italia |
| ---------------- | ------- | ------------------ | --------------- |
| Prima stagione   | 10      | 2006               | 2007            |
| Seconda stagione | 23      | 2007-2008          | 2007-2009       |
| Terza stagione   | 10      | 2009               | 2009            |

## Personaggi e interpreti

### Personaggi principali
- 781227|Kyle XY (stagioni 1-3), interpretato da Matt Dallas, doppiato da Davide Perino.
È un misterioso ragazzo ritrovatosi nel bosco senza ombelico e senza memoria, ma con delle capacità, mentali e fisiche, incredibili. Viene adottato dalla famiglia della sua terapeuta Nicole Trager. L'incontro con suo "padre" Adam Baylin risponderà a molte delle sue domande, ma non a tutte. Kyle è responsabile, generoso, altruista, fiducioso verso il prossimo ma a volte un po' ingenuo.
- Nicole Trager (stagioni 1-3), interpretata da Marguerite MacIntyre, doppiata da Alessandra Korompay.
È la terapeuta che decide di adottare Kyle. È sposata con Stephen e ha due figli, Lori e Josh. Nella seconda stagione diventa terapeuta anche di Jessi, e successivamente adotta anche lei.
- Stephen Trager (stagioni 1-3), interpretato da Bruce Thomas, doppiato da Andrea Ward.
È un esperto di informatica in conflitto col padre profondamente religioso. In punto di morte di quest'ultimo i due risolveranno i loro conflitti grazie a Kyle. Nella seconda stagione viene assunto dall'ambigua Madacorp, ma dopo aver scoperto il collegamento tra la società e Kyle, si dimette e viene assunto dall'università locale.
- Lori Trager (stagioni 1-3), interpretata da April Matson, doppiata da Alessia Amendola.
È la figlia maggiore di Nicole e Stephen. Nella prima stagione ha un rapporto conflittuale col fidanzato Declan e nella seconda stagione inizierà a provare qualcosa anche per Mark, l'assistente del padre. Inizialmente non vede di buon occhio l'arrivo di Kyle ma in seguito diventeranno ottimi fratelli. Lori è malinconica e cinica, non molto ottimista. Canta e suona la chitarra.
- Josh Trager (stagioni 1-3), interpretato da Jean-Luc Bilodeau, doppiato da Gabriele Patriarca.
È il figlio minore di Nicole e Stephen. È convinto che Kyle sia un alieno e spesso formula strampalate ipotesi sull'origine di Kyle, che quest'ultimo non sempre apprezza. Spesso fa battute sprezzanti e disobbedisce ai genitori per poi essere punito quasi quotidianamente. Lavora al bar The Rack dove nella seconda stagione conosce e si innamora di Andy, una ragazza malata di cancro. Grazie a lei maturerà moltissimo fino a decidere di fare il medico per poterla guarire.
- Declan McDunaugh (stagioni 1-3), interpretato da Chris Olivero, doppiato da Paolo Vivio.
È il fidanzato di Lori e migliore amico di Kyle. All'inizio non è onesto e responsabile ma, con il tempo e grazie al fatto che conosce alcuni segreti di Kyle, maturerà. Gioca a basket ma la sua carriera agonistica viene stroncata da un grave infortunio nella finale di campionato nella prima stagione. Inutilmente Jessi, con cui flirta all'inizio della seconda stagione, cerca di guarirlo.
- Amanda Bloom (stagioni 1-3), interpretata da Kirsten Prout, doppiata da Gemma Donati.
È la vicina di casa di cui Kyle si innamora subito. Ha un rapporto spesso contrastato con la madre, alla quale non piace Kyle. Nella prima stagione è fidanzata con Charlie ma lo lascia dopo aver scoperto i suoi numerosi tradimenti. Durante la seconda stagione lei e Kyle avranno una storia, che terminerà all'inizio della terza stagione, quando lei vedrà Kyle baciare Jessi.
- Tom Foss (stagioni 1-3), interpretato da Nicholas Lea, doppiato da Francesco Prando.
È un dipendente ribelle e sentimentalista della Zzyzx. Amico e protettore di Baylin, ha sempre tenuto d'occhio Kyle fingedosi vigilante nel suo quartiere. In passato gli ha salvato la vita e nella seconda stagione diventa suo mentore dopo la morte apparente di Adam, cercando di proteggerlo da tutti i pericoli sulla sua strada. È segnato dalla morte della moglie e della figlia.
- 781228|Jessi XX (stagioni 2-3), interpretata da Jaimie Alexander, doppiata da Selvaggia Quattrini.
È una misteriosa ragazza che compare nel bosco in circostanze molto simili a quelle di Kyle ma con una variante: Jessi commette un omicidio. Sin dall'inizio si nota che ha molto in comune con Kyle. Spesso dimostra di non conoscere la differenza tra bene e male. Grazie a un lavaggio del cervello da parte della Madacorp è convinta di essere orfana e che Emily Hollander sia sua sorella. Successivamente scoprirà la verità e che Sarah e Taylor sono i suoi genitori biologici. Dopo un iniziale flirt con Declan, si ritroverà in un triangolo con Kyle e Amanda. Nella terza serie ha una relazione con Kyle.

### Personaggi secondari
- Adam Baylin (stagioni 1-3), interpretato da J. Eddie Peck, doppiato da Sergio Lucchetti.
È il padre biologico e mentore di Kyle che nasconde molti segreti, che rivelerà per gradi al figlio biologico. Foss ne annuncia la morte nella terza stagione.
- Hilary (stagioni 1-3), interpretata da Chelan Simmons, doppiata da Perla Liberatori.
È la migliore amica di Lory. Nella prima stagione è un'oca e litiga spesso con Lory per via dell'interesse comune per Declan. Migliora nella seconda stagione rivelando di essere anche appassionata di cucina. Spera di sfondare nel mondo dello spettacolo. È stata una delle amanti di Charlie.
- Julian Ballantine (stagione 2), interpretato da Conrad Coates, doppiato da Fabrizio Pucci.
È il capo della Madacorp e figlio di un Latnok ed è particolarmente interessato ai progetti XX e XY della Zzyzx, società gestita dalla stessa Madacorp, quindi i due capi della Zzyzx non erano altri che fantocci nelle mani di Ballantine. Fa la sua comparsa solo nella seconda stagione dove è il principale nemico nell'arco iniziale.
- Emily Hollander (stagione 2), interpretata da Leah Cairns, doppiata da Alessandra Cassioli.
È una cacciatrice di taglie che viene incaricata dalla Madacorp di trovare Jessi e in seguito di fingersi sua sorella per arrivare a Kyle e alla sua famiglia. Diventerà direttrice della Madacorp. Ha una figlia di nome Paige. Compare solo nella seconda stagione.
- Andy Jensen (stagioni 2-3), interpretata da Magda Apanowicz, doppiata da Erica Necci.
È la fidanzata di Josh; sua madre è lesbica e vive con la sua compagna. Le è stato diagnosticato un cancro che però verrà riportato al minimo stadio grazie ai poteri di Kyle. Ha un comportamento da "maschiaccio" e le piace giocare a G-Force. Nella terza stagione si trasferisce a Cleveland.
- Michael Cassidy Kingsley (stagione 3), interpretato da Hal Ozsan, doppiato da Vittorio Guerrieri.
È il leader dei Latnok. Abita nello stesso condominio dove Sarah e Jessi hanno un appartamento. Kyle lo conosce durante il rapimento di Amanda all'inizio della terza stagione durante cui cerca di convincere il ragazzo a unirsi ai Latnok. Successivamente Kyle è costretto a rivolgersi a Cassidy per curare Nicole ed entra così nei Latnok ma continua ad avere sospetti su di lui. Infatti secondo i ricordi di Jessi, Cassidy avrebbe ucciso Sarah. Afferma di avere un quoziente nella media e di essere bravo nelle pubbliche relazioni. Si rivela essere il fratello di Kyle nell'ultima scena della terza stagione.
- Sarah Emerson (stagioni 2-3), interpretata da Ally Sheedy, doppiata da Emanuela Rossi.
È la "madre" di Jessi, che si è finta morta per anni per nascondersi dai Latnok, con cui non condivide i progetti. In passato stava con Adam Baylin. Torna nella seconda stagione e progetta di partire con la figlia. Ma quando Jessi va ad aiutare Kyle a ritrovare Amanda, al ritorno Sarah non c'è. Si scoprirà che è stata uccisa da Cassidy.
- Brian Taylor (stagione 2), interpretato da Martin Cummins, doppiato da Loris Loddi (ep. 2x01-12) e da Christian Iansante (ep. 2x15-23).
È una figura ambigua nella serie. Era amico e collaboratore di Adam ma ha finito col tradirlo. Dal proprio DNA e da quello di Sarah ha creato Jessi, diventando quindi suo padre biologico. Cerca in tutti i modi di sfruttare al meglio le capacità della figlia, ma si scopre che lo fa solo per far colpo sui Latnok e ritornare fra loro. È il nemico di Kyle nell'arco conclusivo della 2º stagione.
- Professor Kern (stagioni 1-2), interpretato da Bill Dow.
Il suo scheletro verrà trovato all'inizio della serie perché era stato ucciso da Foss in uno scontro e poi venne gettata della calce viva addosso. Quest'uomo era a capo della Zzyzx. Sebbene questo personaggio appaia solo in alcuni flashback occupa un ruolo importante per scoprire le origini di Kyle. Era infatti un collaboratore di Baylin ma al contrario di quest'ultimo considerava Kyle solo un esperimento fallito.
- Carol Bloom (stagioni 1-3), interpretata da Teryl Rothery, doppiata da Barbara Berengo.
È la madre di Amanda e fin dall'inizio ha nutrito una particolare antipatia verso Kyle.
- Charlie (stagioni 1-2), interpretato da Cory Monteith.
All'inizio della serie è il ragazzo di Amanda. Nella seconda stagione si scoprirà la sua estrema infedeltà e verrà lasciato da Amanda. Gioca nella squadra di basket con Declan di cui è amico.
- Mark (stagioni 2-3), interpretato da Josh Zuckerman, doppiato da Daniele Raffaeli.
Si presenta come assistente di Stephen quando questi viene assunto dall'università. Benché si veda subito che è un ragazzo prodigio, si scopre che è un latnok solo nella terza stagione. A 15 anni era all'ultimo anno di liceo, ricorda quel periodo come il peggiore della sua vita. È un esperto di musica e conosce Lory quando lei va alla ricerca di un dj per il ballo organizzato da Amanda. Spesso non è d'accordo con i piani di Cassidy e finisce per schierarsi con Kyle.
- Nataniel, detto Nate (stagione 3), interpretato da Jesse Hutch, doppiato da Emiliano Coltorti.
È un membro dei Latnok, forse il più intelligente dopo Kyle e Jessi. Durante un concorso, Kyle batte Nate che inizia a odiarlo. Per vendetta flirta con Amanda.
- Cyrus Reynolds (ep. 1x08-2x01), interpretato da Andrew Jackson.
È il capo della Zzyzx insieme a Rebecca Thatcher, da cui stranamente nutre una specie di rispetto. Viene incaricato dalla stessa Thatcher di uccidere Kyle. Morirà durante l'esplosione della Zzyzx.
- Rebecca Thatcher (ep. 1x09-2x01) interpretato da Sarah-Jane Redmond.
Altro vertice della Zzyzx. Colei che ha ingaggiato Cyrus Reynolds per uccidere Kyle. Morirà anche lei durante l'esplosione della Zzyzx

## Programmazione
Visto l'ottimo andamento degli ascolti della prima stagione, il network ABC Family autorizzò la produzione di una seconda stagione di 23 episodi che è partita l'11 giugno 2007 sullo stesso canale. Successivamente ABC Family ha confermato la produzione della terza stagione di 10 episodi. Tuttavia, visto il brusco calo di ascolti delle prime puntate, il 2 febbraio 2009 il network ha annunciato la cancellazione della serie.
Come spesso succede i fan hanno creato una petizione online per cercare di impedire la cancellazione dello show.
La sceneggiatrice ha rilasciato un'intervista durante la quale ha risposto a molti interrogativi che si sarebbero dovuti risolvere durante la quarta stagione.
In Italia la prima stagione è stata trasmessa in anteprima sul canale satellitare Fox dal 16 luglio 2007 con un doppio appuntamento alle ore 21:00, mentre della seconda stagione sono andati in onda i primi 13 episodi durante l'inverno 2007/2008. I restanti episodi della seconda stagione sono andati in onda dal 4 aprile 2009 ogni sabato alle 14.50 con un doppio episodio settimanale, sempre su Fox. La terza, ed ultima, stagione è andata in onda su Fox dal 22 settembre 2009 alle 21:10.
In chiaro, su Italia 1, dopo le repliche delle prime due stagioni è andata in onda la terza ed ultima stagione a partire dal 30 aprile 2010.
In seguito la serie è stata trasmessa anche su Rai 4.

## Romanzi
Ad oggi sono stati pubblicati due romanzi basati sul serial televisivo, entrambi scritti da S. G. Wilkins. Il primo, Kyle XY: Nowhere to Hide, riguarda la prima festa di Halloween di Kyle, mentre il secondo Kyle XY: Under the Radar, narra dell'elezione del presidente scolastico degli studenti, per il quale Kyle è un candidato.
| Romanzo #        | Titolo                   | Pagine   | Data di pubblicazione USA |
| ---------------- | ------------------------ | -------- | ------------------------- |
| Romanzo numero 1 | Kyle XY: Nowhere to Hide | 192 pag. | 30 agosto 2007            |
| Romanzo numero 2 | Kyle XY: Under the Radar | 189 pag. | 1º gennaio 2008           |

## Colonna sonora
Il 22 maggio 2007 negli USA è stato pubblicato il primo CD con la colonna sonora del serial. Le tracce contenute sono le seguenti:
1. Hide Another Mistake - The 88
2. Nevermind the Phonecalls - Earlimart
3. Surround - In-Flight Safety
4. I'll Write the Song, You Sing For Me - Irving
5. Wonderful Day - Of a Revolution
6. Bug Bear - Climber
7. Honestly - Cary Brothers
8. So Many Ways - Mates Of State
9. Middle Of the Night - Sherwood
10. Alibis - Marianas Trench
11. It's Only Life - Kate Voegele
12. 3 A.M. - Sean Hayes
13. Born On the Cusp - American Analog Set
14. Will You Remember Me (canzone di Lori) - April Matson
15. All I Need - Mat Kearney
16. She Could be you - Shawn Hlookoff

Il supervisore musicale della serie è Chris Mollere; il tema della sigla d'apertura è stato scritto da Michael Suby che ha composto anche diverse parti musicali del telefilm; né la sigla d'apertura, né altre musiche originali sono contenute in questo o altri CD.

## La serie in DVD
| Stagione | Numero di Episodi | Contenuti Speciali | Regione | Data Pubblicazione                                          |
| -------- | ----------------- | --- | ------- | ----------------------------------------------------------- |
| 1        | 10                | “Pilota” episodio alternativo, “Ricominciare” episodio integrale, “Immersione” episodio con commento audio, Commenti audio, Kyle declassificato | 1       | 22 maggio 2007                                              |
| 1        | 10                | “Pilota” episodio alternativo, “Ricominciare” episodio integrale, “Immersione” episodio con commento audio, Commenti audio, Kyle declassificato | 2       | 4 agosto 2008                                               |
| 1        | 10                | “Pilota” episodio alternativo, “Ricominciare” episodio integrale, “Immersione” episodio con commento audio, Commenti audio, Kyle declassificato | 4       | 3 dicembre 2008                                             |
| 2        | 23                | Finale alternativo per "Chi è Kyle?", 27 scene eliminate, Commenti tracce con il cast.                                                          | 1       | 30 dicembre 2008                                            |
| 2        | 23                | Finale alternativo per "Chi è Kyle?", 27 scene eliminate, Commenti tracce con il cast.                                                          | 2       | 13 agosto 2009                                              |
| 2        | 23                | Finale alternativo per "Chi è Kyle?", 27 scene eliminate, Commenti tracce con il cast.                                                          | 4       | 11 marzo 2009 (Stagione 2), 22 novembre 2009 (Stagione 2.5) |